# Hol (Norwegia)
Hol – norweskie miasto i gmina leżąca w regionie Buskerud.
Hol jest 35. norweską gminą pod względem powierzchni.

## Demografia
Według danych z roku 2005 gminę zamieszkuje 4557 osób. Gęstość zaludnienia wynosi 2,44 os./km². Pod względem zaludnienia Hol zajmuje 213. miejsce wśród norweskich gmin.
| ludność stan na 1 stycznia 2005 |         |           |       |
|                                 | kobiety | mężczyźni | razem |
| osób                            | 2232    | 2325      | 4557  |
| %                               | 48,98%  | 51,02%    | 100%  |

| wykształcenie stan na 1 października 2004 |            |         |        |          |
|                                           | podstawowe | średnie | wyższe | nieznane |
| osób                                      | 750        | 2150    | 607    | 181      |
| %                                         | 20,34%     | 58,3%   | 16,46% | 4,91%    |

## Edukacja
Według danych z 1 października 2004:
- liczba szkół podstawowych (norw. grunnskolar): 5
- liczba uczniów szkół podst.: 562

## Władze gminy
Według danych na rok 2011 administratorem gminy (norw. rådmann) jest Lars Ole Skogen, natomiast burmistrzem (norw. ordfører, d. borgermester) jest Erik Kaupang.